# Monasterio de Largvisi
El monasterio de Largvisi (en georgiano: ლარგვისის მონასტერი) es una fundación monástica medieval georgiana ortodoxa en el pueblo de Largvisi en el valle del río Ksani, municipio de Akhalgori, que actualmente es el territorio en disputa de Osetia del Sur. El monasterio está documentado desde principios del siglo XIV. La iglesia existente, un diseño abovedado en forma de cruz, data de 1759. Fue una abadía familiar de la dinastía Kvenipneveli, duques de Ksani y una de las principales familias nobles del Reino de Kartli.

## Historia
Las crónica georgianas del siglo XV de los duques de Ksani atribuyen la fundación del monasterio al legendario antepasado familiar del siglo VI, supuestamente contemporáneo del emperador bizantino Justiniano. El monasterio está históricamente mejor documentado desde principios del siglo XIV, cuando generaciones de duques de Ksani le hicieron donaciones. El monasterio fue destruido durante las invasiones timúridas de Georgia en 1400 y reconstruido y pintado al fresco por Grigol Bandaisdze. En 1470, el duque Shalva también renovó el monasterio y construyó un muro defensivo con un campanario en él. Shanshe, duque de Ksani, añadió más fortificaciones, convirtiéndola en su castillo. En 1759, la iglesia fue construida de nuevo como el Monasterio de San Teodoro de Amasea por el duque David y su madre Ketevan. El evento se conmemora en una inscripción georgiana asomtavruli del icono de Theotokos de Largvisi. Este edificio aún existente, tenía un diseño completamente nuevo.

## Arquitectura
El Monasterio de Largvisi se encuentra en la ladera de una colina en la confluencia de los ríos Ksani y Churta. Es una iglesia en forma de cúpula, con unas dimensiones aproximadas de 20 x 12 m. El plan general es alargado en un eje este-oeste. La iglesia está construida de ladrillo y cubierta con bloques de piedra tallada, con cuatro pilares de piedra en la nave. La cúpula descansa sobre altos pasillos que se unen en forma de cruz. La iglesia tiene dos entradas, oeste y sur. Sobre la ventana occidental hay una escultura tallada en piedra - una mano derecha humana - y herramientas de mampostería. Las estructuras defensivas adyacentes al monasterio son partes de una ciudadela con muros en ruinas y torres más altas en la colina.